# Hydrocotyle globiflora
Hydrocotyle globiflora är en växtart i släktet Hydrocotyle och familjen araliaväxter.
Arten förekommer i Peru. Den beskrevs av Hipólito Ruiz López och José Antonio Pavón 1802.